# Faomasi Hilisimaetano
Faomasi Hilisimaetano is een bestuurslaag in het regentschap Nias Selatan van de provincie Noord-Sumatra, Indonesië. Faomasi Hilisimaetano telt 938 inwoners (volkstelling 2010).